# Lijst van voetbalinterlands Chili - Portugal (vrouwen)
Deze lijst van voetbalinterlands is een overzicht van alle officiële voetbalinterlands tussen de nationale vrouwenteams van Chili en Portugal. De landen hebben tot nu toe één keer tegen elkaar gespeeld.

## Wedstrijden
| № | Plaats                     | Datum        | Competitie       | Wedstrijd        | Uitslag |
| - | -------------------------- | ------------ | ---------------- | ---------------- | ------- |
| 1 | Vila Real de Santo António | 4 maart 2011 | Algarve Cup 2011 | Portugal − Chili | 0 − 0   |

## Samenvatting
| Competitie  | Totaal gespeeld | Winst Chili | Gelijk | Winst Portugal | Doelsaldo Chili – Portugal |
| ----------- | --------------- | ----------- | ------ | -------------- | -------------------------- |
| Algarve Cup | 1               | 0           | 1      | 0              | 0 − 0                      |
| Totaal      | 1               | 0           | 1      | 0              | 0 − 0                      |